# AHL All-Rookie Team
AHL All-Rookie Team je ideální sestava ročníku kanadsko-americké ligy ledního hokeje AHL, složená (na základě hlasování hráčů, hlavních trenérů a novinářů) z nováčků této ligy. Do této sestavy je voleno 6 hokejistů (1 brankář, 2 obránci a 3 útočníci). Vyhlašování těchto sestav začalo v sezóně 1996/1997. 

## Přehled sestav All-Rookie-Týmů
| Sezona  | Brankář                | Obránce          | Obránce          | Levé křídlo              | Centr              | Pravé křídlo     |
| ------- | ---------------------- | ---------------- | ---------------- | ------------------------ | ------------------ | ---------------- |
| 1996/97 | Dan Cloutier           | Craig Millar     | Jason Holland    | Jaroslav Svejkovský      | Mike Leclerc       | Éric Houde       |
| 1997/98 | Jean-Sébastien Giguère | Mike Gaul        | Zdeno Chára      | Brendan Morrison         | Marc Savard        | Daniel Brière    |
| 1998/99 | Robert Esche           | Cory Sarich      | Dan Boyle        | J.P. Dumont              | Andre Savage       | Shane Willis     |
| 1999/00 | Mika Noronen           | Dmitrij Kalinin  | Tomáš Klouček    | Rico Fata                | Harold Druken      | Daniel Tkaczuk   |
| 2000/01 | Jeff Maund             | Micki DuPont     | Mike Mottau      | Ryan Kraft               | Jonathan Cheechoo  | Toby Petersen    |
| 2001/02 | Michael Leighton       | Ron Hainsey      | Barret Jackman   | Tyler Arnason            | Andy Hilbert       | Cory Larose      |
| 2002/03 | Ray Emery              | Mike Komisarek   | Filip Novák      | Brad Boyes/Darren Haydar | Jason Spezza       | Antoine Vermette |
| 2003/04 | Wade Dubielewicz       | Doug Lynch       | Garrett Stafford | Noah Clarke              | Michel Ouellet     | Timofej Šiškanov |
| 2004/05 | Cam Ward               | Kevin Bieksa     | Chris Campoli    | Brandon Bochenski        | René Bourque       | Thomas Vanek     |
| 2005/06 | Jimmy Howard           | Daniel Girardi   | Mike Green       | Patrick O’Sullivan       | Martin St. Pierre  | Ryan Shannon     |
| 2006/07 | Jaroslav Halák         | Matt Lashoff     | Nathan Oystrick  | Troy Brouwer             | Ryan Callahan      | Brett Sterling   |
| 2007/08 | John Curry             | Cody Franson     | Alex Goligoski   | Brian Boyle              | Teddy Purcell      | Bobby Ryan       |
| 2008/09 | Nathan Lawson          | Mattias Karlsson | Yannick Weber    | Justin Abdelkader        | Nathan Gerbe       | Tim Kennedy      |
| 2009/10 | Alex Stalock           | John Carlson     | P. K. Subban     | Logan Couture            | Lars Eller         | Tyler Ennis      |
| 2010/11 | Eddie Läck             | Erik Gustafsson  | Brendan Smith    | Luke Adam                | Zac Dalpe          | Rhett Rakhshani  |
| 2011/12 | Eddie Pasquale         | Matt Donovan     | Cade Fairchild   | Cory Conacher            | Tyler Johnson      | Gustav Nyquist   |
| 2012/13 | Niklas Svedberg        | Justin Schultz   | Sami Vatanen     | Ryan Spooner             | Tyler Toffoli      | Jason Zucker     |
| 2013/14 | Joni Ortio             | Brenden Kichton  | Ryan Sproul      | Curtis McKenzie          | Teemu Pulkkinen    | Ryan Strome      |
| 2014/15 | Matt Murray            | Ville Pokka      | Ryan Pullock     | Victor Arvidsson         | Connor Brown       | Charles Hudon    |
| 2015/16 | Juuse Saros            | Brandon Montour  | Robbie Russo     | Austin Czarnik           | Mikko Rantanen     | Frank Vatrano    |
| 2016/17 | Casey DeSmith          | Devon Toews      | Kyle Wood        | Jake Guentzel            | Mark Jankowski     | Daniel O’Regan   |
| 2017/18 | Ville Husso            | Filip Hronek     | Sami Niku        | Mason Appleton           | Daniel Sprong      | Dylan Strome     |
| 2018/19 | Shane Starrett         | Jake Bean        | Mitch Reinke     | Alex Barre-Boulet        | Drake Batherson    | Tyler Benson     |
| 2019/20 | Cayden Primeau         | Joey Keane       | Brogan Rafferty  | Alex Formenton           | Josh Norris        | Jack Studnicka   |
| 2020/21 | Logan Thompson         | Calen Addison    | Max Gildon       | Riley Damiani            | Connor McMichael   | Phil Tomasino    |
| 2021/22 | Dustin Wolf            | Jack Rathbone    | Jordan Spence    | Jakob Pelletier          | John-Jason Peterka | Jack Quinn       |

Poznámka : v ročníku 2002/2003 byli do týmu umístěni dva hráči se stejným počtem hlasů